# هنری آلفرد پگرام

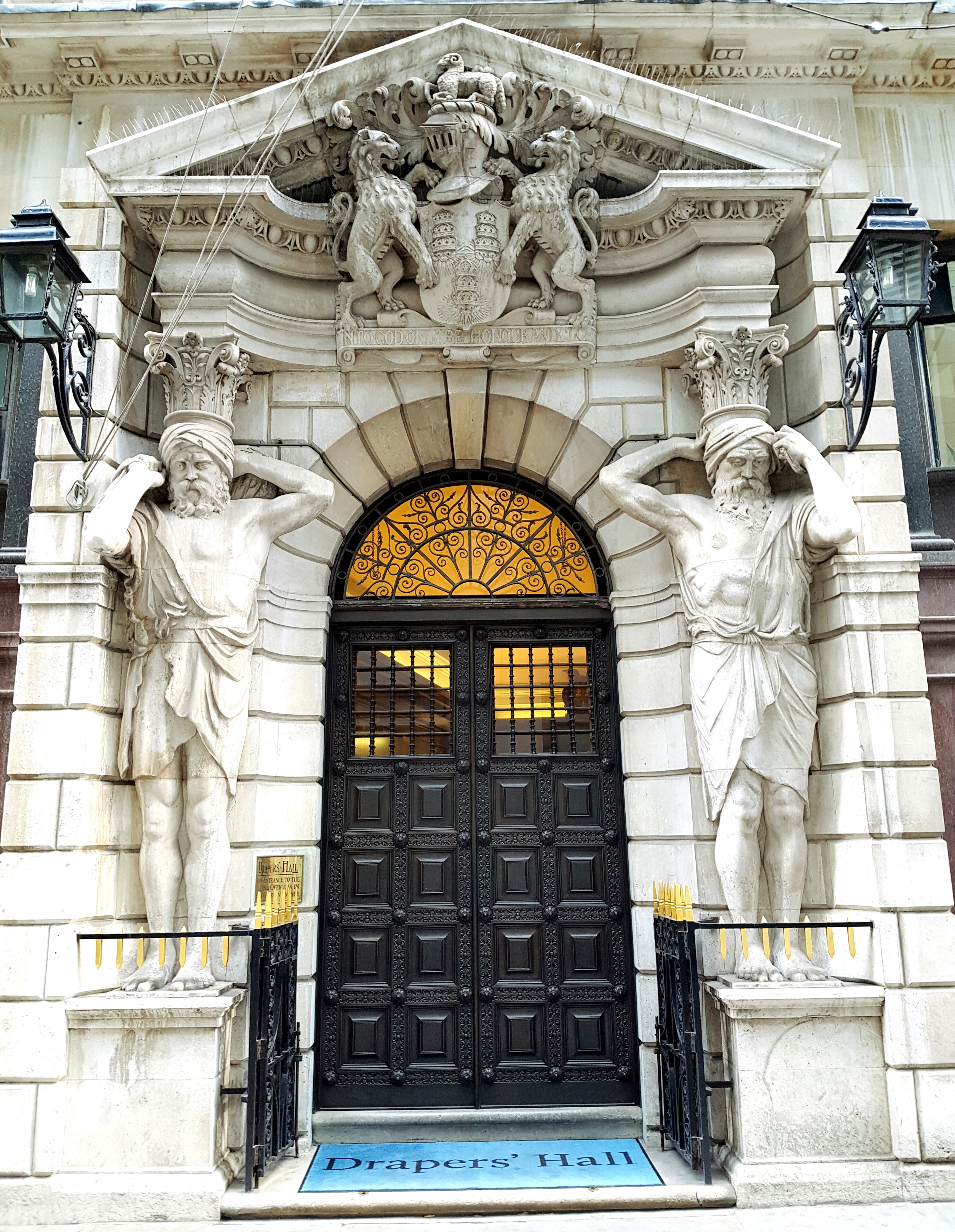
تندیس پیکره‌های اطلس ایرانی ('Persian' Atlas Figures) در سردر ورودی دریپرز هال لندن

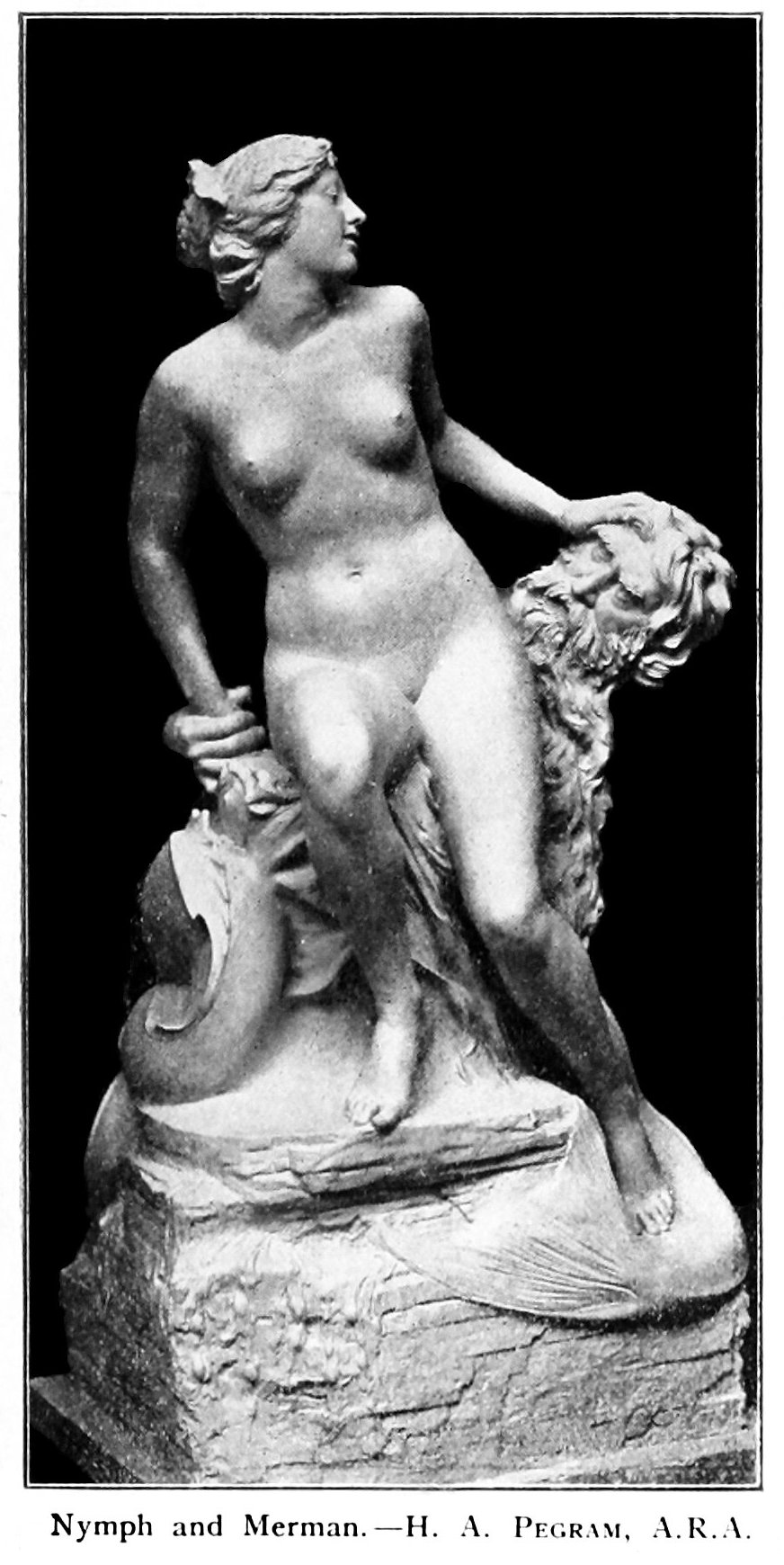
نیمف و غول دریایی

هنری آلفرد پگرام (انگلیسی: Henry Alfred Pegram; ۲۷ ژوئیهٔ ۱۸۶۲ – ۲۵ مارس ۱۹۳۷) مجسمه‌ساز اهل بریتانیا و از پیشروان جنبش مجسمه نوین بود. او عضو آکادمی سلطنتی هنر نیز بود.

## زندگی‌نامه
پگرام در لندن متولد شد و تحصیلات هنری خود را در مدرسه هنر غرب لندن به پایان رساند. در ۱۸۸۱ به عضویت آکادمی سلطنتی هنر درآمد و تا ۱۸۹۱ دستیار هامو تورنیکرافت بود. در ۱۸۹۰ به عضویت صنف سازندگان هنری و در ۱۹۲۲ به عضویت آکادمی سلطنتی درآمد. از ۱۸۹۰ مجسمه‌ها و دکورهای بسیاری را در سراسر بریتانیا برپا کرد. در ۱۹۱۳ پگرام یکی از ده مجسمه‌سازی بود که برای تزئین شهرداری کاردیف برگزیده شد.
پگرام در ۱۹۳۷ در خانه‌اش در همپستید لندن درگذشت.

## جوایز
- مدال برنز اکسپوی جهانی پاریس در سال ۱۸۸۰ (برای مرگ، آزادی‌بخش زندانی)
- مدال طلای درسدن در ۱۸۹۷ (برای آخرین ترانه)
- مدال نقره اکسپوی پاریس در ۱۹۰۰ (برای سیبیلا فاتیدیکا)